# Bobby Heenan
Bobby Heenan "The Brain", pseudonimo di Raymond Louis Heenan (Chicago, 1º novembre 1944 – Largo, 17 settembre 2017), è stato un manager di wrestling e commentatore di show di wrestling statunitense.
Heenan ha rappresentato una leggenda nel mondo della lotta professionistica, soprattutto per la sua capacità di attirare su di sé e sui wrestler da lui allenati la disapprovazione dei fan, come richiesto dal suo ruolo di manager heel. Era altresì famoso per le performance al tavolo di commento accanto a Gorilla Monsoon.
Ha lavorato sia per la World Wrestling Federation (tra il 1984 ed il 1993) che per la World Championship Wrestling (dal 1993 al 2000) ed ha al suo attivo due apparizioni negli show della Total Nonstop Action Wrestling (nel 2005 e nel 2006).
Nel 2004 fu introdotto nella WWE Hall of Fame. Presentò inoltre l'introduzione nella Hall of Fame di Paul Orndorff (nel 2005), di Blackjack Lanza e Blackjack Mulligan (nel 2006) e di Nick Bockwinkel (nel 2007).
Vinse per quattro volte il riconoscimento di "Manager of the Year" di Pro Wrestling Illustrated: 1972, 1976, 1989 e 1991.
Nel gennaio 2002 annunciò di avere un cancro alla gola. Il manager guarì quasi completamente, ma perse moltissimo peso e la sua voce cambiò in maniera radicale. Il tumore ritornò e nel 2017 morì all'età di 72 anni a causa dello stesso.

## Carriera

### Inizi

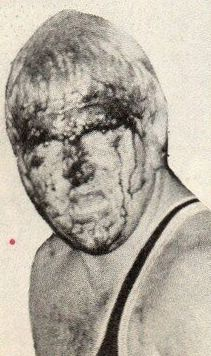
Un sanguinante Heenan (1973)

Da sempre grande fan di wrestling, Heenan crebbe tra Chicago e Indianapolis. Iniziò precocemente ad interessarsi al mondo del wrestling professionistico fin da ragazzo, fungendo da portaborse per i lottatori, e vendendo rinfreschi durante gli eventi. La prima occupazione di rilievo nel wrestling per Heenan fu come manager heel nel 1965 quando si faceva chiamare "Beautiful Bobby Heenan". La sua gimmick è rimasta più o meno la stessa nel corso degli anni, un astuto manager affarista e chiacchierone che però si tramutava in un codardo se il confronto si spostava dal piano verbale al piano fisico. All'epoca, i cosiddetti "cattivi" erano spesso accompagnati da manager che facevano loro da portavoce durante le interviste, aizzando la folla durante gli incontri, elaborando nell'ombra macchinazioni sleali al fine di far prevalere il proprio assistito. Bobby "The Brain" Heenan divenne presto il manager di alcuni tra i più talentuosi wrestler del mondo, creando la stable "The Heenan Family", gruppo di lottatori heel che continuerà ad esistere, sotto diverse incarnazioni e in differenti federazioni, per più di vent'anni.

### American Wrestling Association

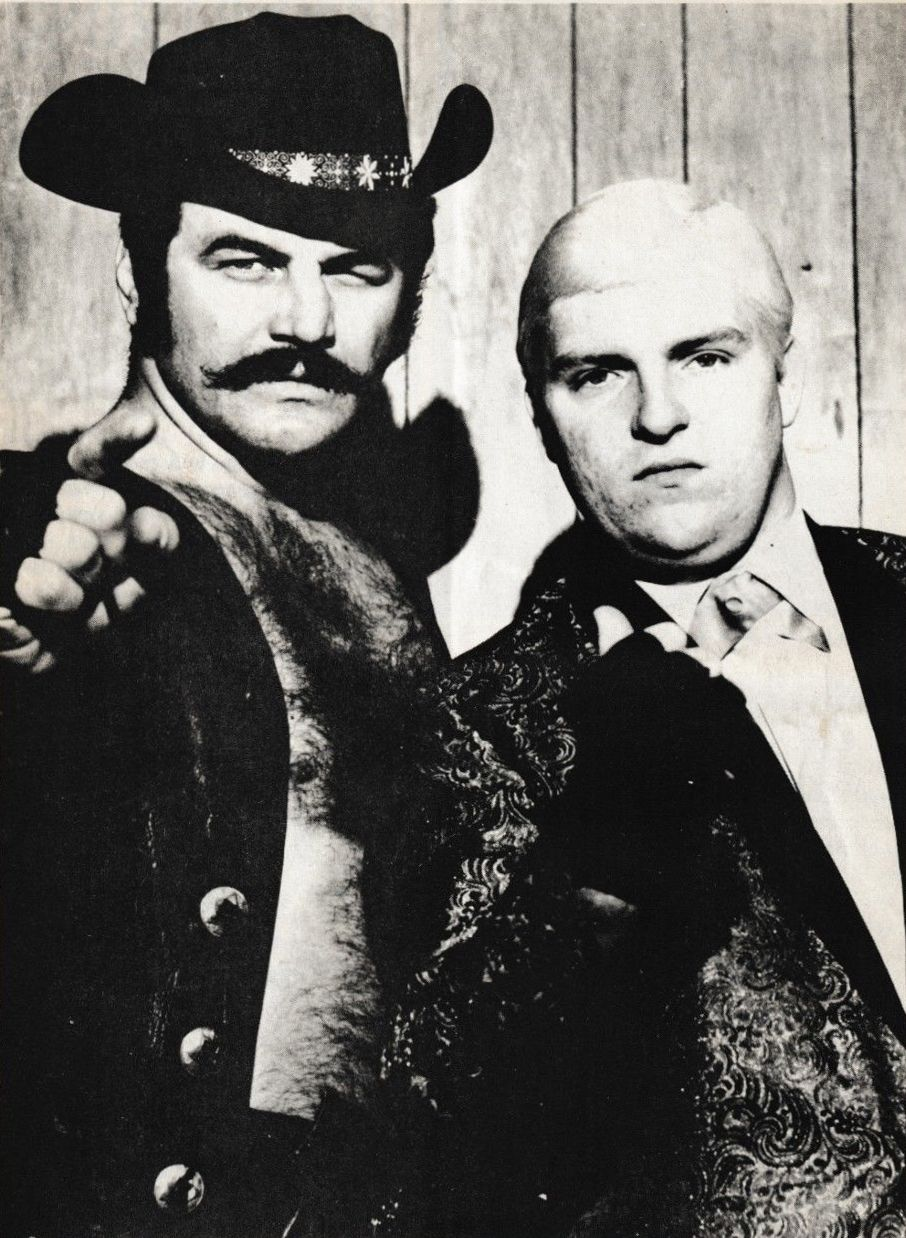
Un giovane Bobby Heenan insieme a Blackjack Lanza

Nel 1969, Heenan entrò nella American Wrestling Association (AWA) in qualità di manager e occasionale tag team partner dei The Blackjacks, in seguito inizierà a far da manager a Nick Bockwinkel e a Ray "The Crippler" Stevens, duo che divenne per svariate volte campione mondiale di coppia AWA, grazie alla guida di Heenan. L'AWA fu il punto di partenza per la prima versione della Heenan Family, che all'epoca consisteva in Bockwinkel, Stevens, Bobby Duncum Sr., e Blackjack Lanza. Nel 1975, con Heenan nel suo angolo, Bockwinkel conquistò il primo dei suoi molti titoli di campione mondiale AWA, ponendo fine al regno da campione di Verne Gagne durato ben sette anni. Mentre Bockwinkel era campione AWA, nel 1976, Lanza e Duncum vinsero l'AWA World Tag Team Title, rendendo Heenan il primo manager della storia ad avere tra i propri clienti sia il campione mondiale assoluto sia i campioni mondiali di coppia. Durante il feud che contrappose Bockwinkel e Stevens contro The Crusher e Dick the Bruiser, fu proprio Bruiser che chiamò per la prima volta Heenan con un soprannome che diventerà famoso: "Weasel" (faina, donnola, animale che negli Stati Uniti è considerato simbolo di codardia). L'appellativo "Weasel" resterà appiccicato addosso a Heenan per tutto il resto della sua carriera.
All'inizio del 1979, Heenan lasciò la AWA per andare nella National Wrestling Alliance (divisione della Georgia). La ragione di questa dipartita, venne spiegata ai fan con la storyline di Heenan che doveva scontare un anno di sospensione dalla AWA per comportamento scorretto (kayfabe). Fece ritorno a fine 1979 ritornando a far da manager a Nick Bockwinkel in diversi incontri, incluso un match nel 1983 contro un giovane di belle speranze di nome Hulk Hogan. Sempre nel 1983 Heenan si infortunò seriamente al collo mentre lottava in Giappone, e dovette prendersi un periodo di riposo lontano dalle scene.

### World Wrestling Federation

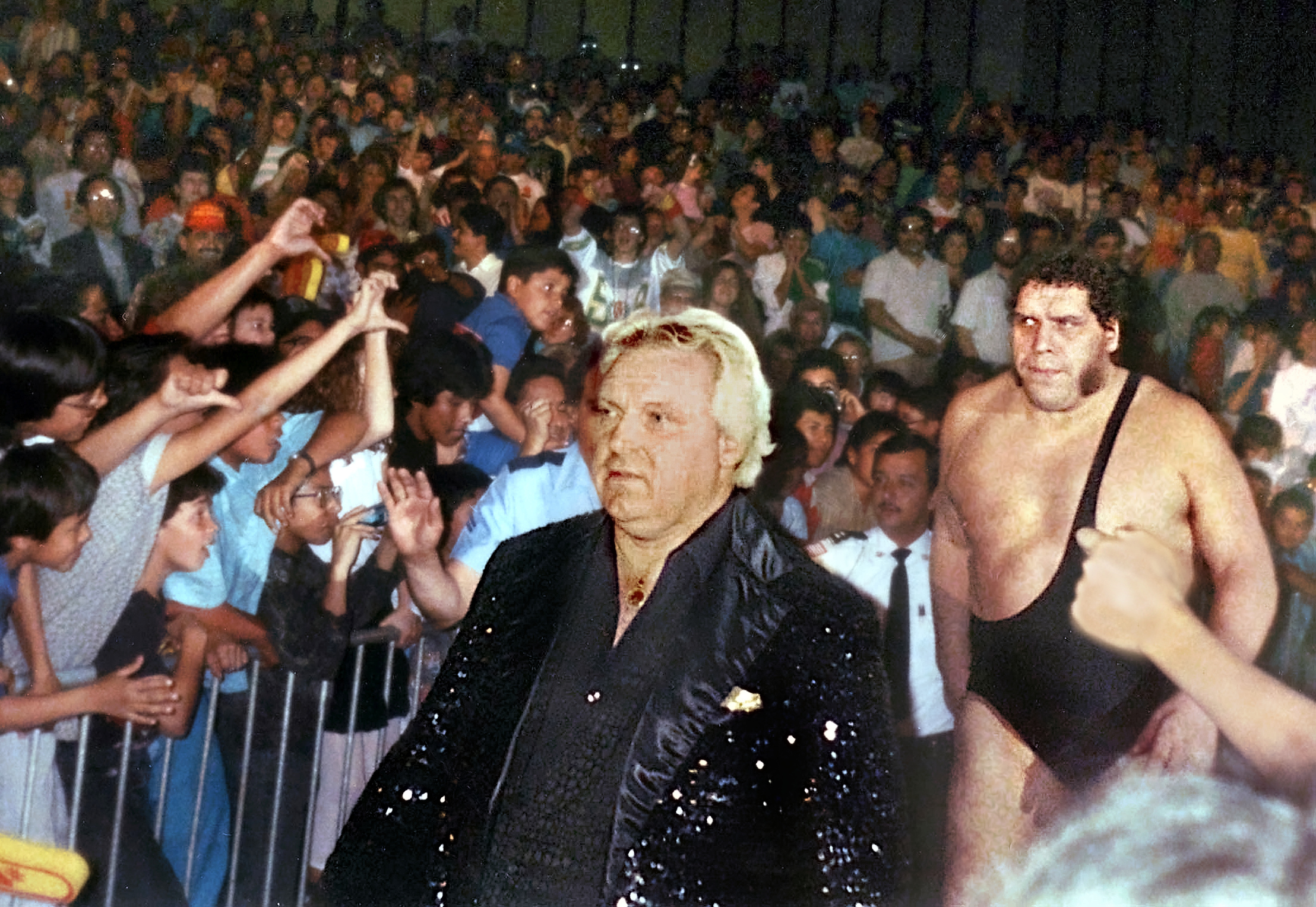
Bobby Heenan con André the Giant

Nel 1984, Vince McMahon aveva portato via Heenan dalla AWA per fargli fare da manager a Jesse "The Body" Ventura; però, per motivi di salute, Ventura mise fine alla sua carriera come wrestler attivo proprio poco tempo dopo l'arrivo di Heenan in WWF. Allora Heenan diventò invece il manager di Big John Studd durante il suo feud contro André the Giant, e presto riformò la sua Heenan Family. Durante gli anni di Heenan in WWF, la Heenan Family avrà tra i suoi membri Studd, Ken Patera, "Mr. Wonderful" Paul Orndorff, King Kong Bundy, André the Giant, High Chief Sivi Afi, i Brain Busters (gli ex Horsemen Arn Anderson e Tully Blanchard), "Ravishing" Rick Rude, Harley Race, gli Islanders (Haku e Tama), Hercules Hernandez, Barbarian, Mr Perfect, Terry Taylor, e The Brooklyn Brawler. Come manager, Heenan sarà sempre uno degli uomini più odiati dai fan, spesso "il più odiato" in assoluto della federazione. Heenan ebbe anche un celebre feud con André The Giant mentre era manager di Big John Studd, il quale aveva sfidato André in un Bodyslam Match con in palio 15.000 dollari per chi fosse riuscito a schiacciare l'altro al tappeto per primo durante WrestleMania I, e nel quale Andrè, se avesse perso, avrebbe dovuto ritirarsi dal wrestling.
Durante gli anni ottanta, Heenan e la sua Heenan Family ebbero poi un monumentale feud con l'icona del wrestling mondiale Hulk Hogan, e Heenan guidò due sfidanti al titolo di Hogan in due edizioni di WrestleMania, King Kong Bundy nel 1986, e André The Giant nel 1987. André non riuscì a vincere la cintura a WrestleMania III, ma in seguito sconfisse Hogan per il titolo nel 1988 durante un controverso match dopo il quale regalò la cintura a "The Million Dollar Man" Ted DiBiase. Altro feud importante dell'epoca fu quello che vide Heenan contrapposto a The Ultimate Warrior, durante il quale reintrodusse il costume da weasel dei tempi dell'AWA, in incontri che prevedevano in caso di sconfitta di Heenan (matematica), che Warrior gli facesse indossare a forza il costume tra le risate del pubblico.
Dopo essere stato deriso per anni nella WWF (specialmente da Gorilla Monsoon) per non essere mai stato manager di un campione WWF, Heenan riuscì finalmente nell'impresa quando "Ravishing" Rick Rude sconfisse Ultimate Warrior per il titolo Intercontinentale. Poco dopo, portò i Brain Busters alla conquista del WWF World Tag Team Championship, diventando il manager ad avere non solo un campione tra i suoi clienti, ma ben due dei maggiori titoli in casa allo stesso tempo, traguardo che era stato già ottenuto da Jimmy Hart due anni prima. Qualche mese dopo, guidò anche la Colossal Connection (André & Haku) a vincere il WWF Tag Team Championship. Inoltre, anche Mr Perfect, altro suo cliente dell'epoca, vinse il primo dei suoi due titoli Intercontinentali. In un anno e mezzo, Heenan passò dall'essere il manager che non aveva mai avuto un campione in scuderia, ad avere guidato due tag team al titolo mondiale di coppia e due wrestler a tre titoli Intercontinentali.
La crescente popolarità di Heenan in WWF, venne consolidata dall'istituzione di un talk show (parodia di quelli reali) dal nome The Bobby Heenan Show, che veniva trasmesso regolarmente in TV durante "Prime Time Wrestling". Il siparietto comico era co-condotto da Heenan insieme a Jamison Winger e conteneva delle vallette "molto" sovrappeso chiamate le "Oinkettes".
A causa di disturbi al collo, che non gli rendevano possibile prendere dei colpi violenti come spesso poteva capitare in qualità di manager a bordo ring, nel 1991 Heenan si ritirò dall'attività di manager per diventare un "giornalista televisivo" a tempo pieno. Nonostante ciò, Heenan sporadicamente ritornava alla sua vecchia attività di manager heel. Quando la WWF ingaggiò Ric Flair, Heenan passò diverse settimane parlando di lui in termini entusiastici definendolo "il vero campione mondiale dei pesi massimi" (all'epoca Flair era ancora detentore dell'NWA World Heavyweight Championship e se ne era andato dalla WCW senza cedere il titolo ed anzi portandosi via la cintura di campione). Heenan non fu mai il manager vero e proprio di Flair, ma piuttosto un "portavoce", e lasciò al suo ex-cliente Mr. Perfect, che si era temporaneamente ritirato per infortunio, il compito di accompagnare Flair a bordo ring. Alla Royal Rumble 1993, Heenan introdusse poi Lex Luger al debutto in WWF.

### World Championship Wrestling

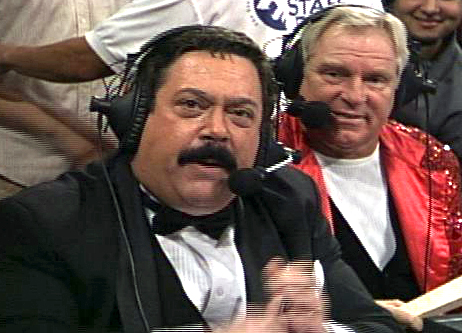
Heenan, con Lee Marshall, al tavolo dei commentatori

Nel 1994, Heenan firmò per la WCW come commentatore TV. Fece le telecronache durante svariati episodi di Monday Nitro e Thunder, come anche in diverse edizioni di Clash of the Champions e in altri pay-per-view della federazione. Anche in WCW Heenan si comportava come un heel, tessendo le lodi dei "cattivi" e sminuendo i beniamini del pubblico durante le telecronache. La permanenza in WCW di Heenan non fu però felice a causa di forti contrasti con Eric Bischoff e Tony Schiavone.
Nel 1995, dovette operarsi al collo e al termine della convalescenza, ritornò sulle scene durante Great American Bash 1996, appena in tempo per guidare alla vittoria Ric Flair e Arn Anderson contro Steve McMichael e Kevin Greene.
A fine gennaio 2000, la WCW lo rimpiazzò come telecronista di Monday Nitro e dei pay-per-view, con Mark Madden. Continuò a lavorare come commentatore a Thunder insieme a Mike Tenay fino all'aprile 2000. I due furono poi raggiunti da Tony Schiavone. Quindi Heenan venne sostituito da Stevie Ray a Thunder, prima di lasciare definitivamente la federazione nel novembre seguente.

## Morte
Il 17 settembre 2017 Heenan è morto all'età di 72 anni nella sua residenza di Largo, in Florida, dopo una lunga battaglia contro il cancro alla gola. Dopo i funerali è stato cremato.

## Personaggio

### Wrestler assistiti
- Nick Bockwinkel
- Ray "The Crippler" Stevens
- Angelo Poffo
- Bobby Duncum Sr.
- Blackjack Lanza
- Blackjack Mulligan
- Adrian Adonis
- Jesse "The Body" Ventura
- Big John Studd
- King Kong Bundy
- André the Giant
- "Ravishing" Rick Rude
- "Mr. Wonderful" Paul Orndorff
- Harley Race
- The Islanders (Haku e Tama)
- Hercules Hernandez
- The Barbarian
- "Mr. Perfect" Curt Hennig
- Red Rooster
- Brain Busters (Arn Anderson e Tully Blanchard)
- The Brooklyn Brawler
- Ric Flair
- The Missing Link
- Lex Luger
- Nikolai Volkoff
- CM Punk
- Colt Cabana
- Jon "Jumbo" Bailey
- Jimmy Jacobs
- Robert Conway

### Soprannomi
- "The Brain"
- "Weasel"